# Rachel Korn
 (avril 2020).
Si vous disposez d'ouvrages ou d'articles de référence ou si vous connaissez des sites web de qualité traitant du thème abordé ici, merci de compléter l'article en donnant les références utiles à sa vérifiabilité et en les liant à la section « Notes et références ».
Rachel Korn (yiddish רחל קאָרן ; aussi Rokhl Häring Korn, née le 15 janvier 1898 à Podliski en Galicie et décédée le 9 septembre 1982 à Montréal au Canada) est une poétesse et nouvelliste de langue yiddish.

## Biographie
Korn nait sur le domaine rural de "Sucha Góra" (Montagne sèche) près du village de Podliski (aujourd'hui Pidlisky en Ukraine) comme l’aîné de trois enfants et fille unique d'une famille d'agriculteurs juifs. Elle grandit dans une partie de la Galicie qui appartenait à l'époque à l'Autriche-Hongrie avant de devenir polonaise en 1919 après la Première Guerre mondiale, puis ukrainienne en 1945 après Seconde Guerre mondiale. Ses deux parents exploitent des terres agricoles depuis plusieurs générations. Ayant grandi dans une seule ferme dans l'une des rares familles juives de la région, elle commence très tôt à décrire la vie rurale dans des poèmes en polonais, la langue dans laquelle elle a grandi et reçu sa première éducation.
Sa famille fuit à Vienne pendant la Première Guerre mondiale. En 1918, elle retourne en Galicie orientale et s'installe à Przemyśl jusqu'en 1941.
Dans les années 1920, Korn devient associée du Tsushtayer, un journal littéraire yiddish, fondé par Melech Ravitch pour promouvoir la culture yiddish en Galicie, où l'intelligentsia juive parle majoritairement le polonais. L'historien de la littérature yiddish Zalman Reisen rappelle que Korn est la première poétesse de Galicie. La critique de littérature yiddish canadienne Goldie Morgentaler soutient plus tard, que la poésie de Korn a révolutionné aussi bien la poésie yiddish de la nature que la poésie yiddish amoureuse.
Le départ prévu de la famille pour les États-Unis est contrecarré par l'invasion soviétique de la Pologne orientale en 1939. Lorsque les Allemands envahissent l'est de la Galicie en juin 1941, Korn rendait visite à sa fille à Lwów. Elle s'enfuit vers l'arrière-pays soviétique avec sa fille et passe les années de guerre en Union soviétique. Elle arrive finalement à Moscou via les camps de réfugiés de Tachkent en Ouzbékistan. Son mari, ses frères et sa mère restés à Przemysl périssent pendant la Shoah.
À Moscou, Korn est accueillie comme collègue par les principaux représentants de la culture yiddish soviétique et est soutenue par Solomon Mikhoels, Peretz Markish et David Bergelson. Après la guerre, elle retourne en Pologne et reprend son travail littéraire à Łódź, où elle est élue à la commission exécutive de l'Association des écrivains yiddish. Elle représente l'association lors d'un congrès du PEN club à Stockholm, d'où elle émigre au Canada sans retourner en Pologne. Elle s'installe à Montréal en 1948 et y vit jusqu'à sa mort en 1982.

## Son œuvre
Les premières publications de Korn paraissent en polonais dans Nowy Dziennik, un quotidien sioniste, et Glos Przemyski, une revue socialiste. Inspirée par son mari, Hersh Korn, partisan du mouvement ouvrier sioniste, elle commence après la Première Guerre mondiale à parler, lire et écrire en yiddish. Son premier poème yiddish parait dans le Lemberger Tageblatt, et elle continue à publier dans des revues littéraires et des quotidiens yiddish au cours des deux décennies suivantes.
Korn publie neuf volumes de poésie et deux recueils de nouvelles, ainsi que de nombreux essais critiques. Deux de ses manuscrits sont perdus lorsque les nazis détruisent Kiev et saccagent la maison d'édition yiddish où les livres devaient paraître. Son premier volume de poésie, Dorf en 1928, est publié à Vilnius, un des grands centres littéraires et culturels de la vie yiddish avant la Shoah, et reçoit un grand succès. Ses autres livres sont publiés à Tel Aviv et à Montréal. Korn reste un écrivain influent tout au long de sa vie, publiant des essais, des poèmes et des histoires dans tous les magazines yiddish bien connus en Amérique, en Israël et en Europe. Elle reçoit de nombreux prix pour la littérature yiddish: en 1950 et en 1958 le Prix Lamed ; en 1972 le Prix H. Leivick; en 1974 le Prix Itsik Manguer (plus haute distinction pour la littérature yiddish) et le Prix Segal.
Les poèmes de Korn se caractérisent par des images lyriques et des descriptions réalistes de la vie rurale et du paysage rural, et ses nouvelles sont célèbres pour leur profonde pénétration psychologique et leur style dense, complexe et non sentimental. Ses thèmes sur l'art et le langage, l'exil, la souffrance humaine et la constance se reflètent dans les titres de ses œuvres: dans ses livres de poésie Royter Mon  (Coquelicots rouges) en 1937 ; Shnit (Récolte) en 1941, détruit par les nazis ; Haym un Haymlozikeyt (maison et sans-abri) en 1948 ; Bashertkeyt (Destin) en 1949 ; Fun yener zayt lid (D'au-delà de la chanson) en 1962 ; Shirim V 'odome (Chansons et patrie) en 1962, qui sera traduit en hébreu par Shimshon Melzer en 1966 ; Die Gnod fun vort (L' élégance des mots) en 1968 ; Oyf the Sharf fun a Rege (La précision d'un éclair) en 1972 ; Farbitene Vor (La réalité altérée) en 1977 ; et ses nouvelles Erd (Erde) en 1935 et Nayn Dertseylungen (Neuf nouvelles) en 1958. Son travail a été traduit en hébreu, polonais, russe, français et allemand. Un volume de poèmes sélectionnés en traduction anglaise est paru en 1982 : Generations, édité par Seymour Mayne. Paper Roses en 1986 est une édition bilingue yiddish/anglais des poèmes de Korn, sélectionnés et traduits par Seymour Levitan.

## Critique de son œuvre
Selon le critique Sol Liptzin, Korn trouve ses racines dans la terre polonaise et est influencée par la littérature polonaise jusqu'au début de la Seconde Guerre mondiale. Mais au fur et à mesure que les tensions s'intensifient en Europe, ses poèmes commence à révéler un changement dans ses pensées. Le deuxième recueil de ses poèmes exprime de l'angoisse concernant le déracinement et les sentiments d'appréhension. Dans un poème sans titre datant de 1939, elle s'exclame : Je n'ai jamais su que j'étais une étrangère pour vous, une invitée qui est venue chez vous pour seulement 15 ou 20 générations.
À partir des années 1960, les écrits de Korn reflètent un état d'âme et des thèmes plus calmes. Elle introduit de nouveaux paysages tels ceux du Canada ou d'Israël, pourtant sa tristesse et sa solitude sont toujours présentes. Commentant ses derniers poèmes, Seymour Levitan suggère qu'elle a évolué vers une nouvelle dépendance à l'égard du mot. La forme de sa poésie elle-même, d'après lui, supplante le foyer qu'elle a perdu.
Concernant ses écrits, Elie Wiesel remarque : Personne a son habileté à peindre le paysage d'un village enfoui, ou ses yeux pour représenter le rapport entre une mère et sa fille, un vagabond et le ciel, entre un enfant et ses désirs.